# La Meauffe
La Meauffe és un municipi francès situat al departament de la Manche i a la regió de Normandia. L'any 2007 tenia 1.069 habitants.

## Demografia

### Població
El 2007 la població de fet de La Meauffe era de 1.069 persones. Hi havia 442 famílies de les quals 104 eren unipersonals (36 homes vivint sols i 68 dones vivint soles), 167 parelles sense fills, 147 parelles amb fills i 24 famílies monoparentals amb fills.
La població ha evolucionat segons el següent gràfic:
Habitants censats

### Habitatges
El 2007 hi havia 484 habitatges, 445 eren l'habitatge principal de la família, 7 eren segones residències i 32 estaven desocupats. 440 eren cases i 40 eren apartaments. Dels 445 habitatges principals, 330 estaven ocupats pels seus propietaris, 113 estaven llogats i ocupats pels llogaters i 3 estaven cedits a títol gratuït; 12 tenien una cambra, 13 en tenien dues, 37 en tenien tres, 122 en tenien quatre i 261 en tenien cinc o més. 367 habitatges disposaven pel capbaix d'una plaça de pàrquing. A 181 habitatges hi havia un automòbil i a 241 n'hi havia dos o més.

### Piràmide de població
La piràmide de població per edats i sexe el 2009 era:
| Homes | Edats   | Dones |
| ----- | ------- | ----- |
| 0     | 95 o +  | 0     |
| 0     | 90 a 94 | 0     |
| 4     | 85 a 89 | 8     |
| 12    | 80 a 84 | 0     |
| 16    | 75 a 79 | 28    |
| 16    | 70 a 74 | 16    |
| 16    | 65 a 69 | 12    |
| 24    | 60 a 64 | 28    |
| 28    | 55 a 59 | 32    |
| 56    | 50 a 54 | 24    |
| 44    | 45 a 49 | 72    |
| 56    | 40 a 44 | 76    |
| 28    | 35 a 39 | 20    |
| 20    | 30 a 34 | 36    |
| 20    | 25 a 29 | 0     |
| 40    | 20 a 24 | 64    |
| 80    | 15 a 19 | 36    |
| 40    | 10 a 14 | 24    |
| 28    | 5 a 9   | 32    |
| 16    | 0 a 4   | 16    |

## Economia
El 2007 la població en edat de treballar era de 698 persones, 498 eren actives i 200 eren inactives. De les 498 persones actives 462 estaven ocupades (235 homes i 227 dones) i 36 estaven aturades (18 homes i 18 dones). De les 200 persones inactives 101 estaven jubilades, 58 estaven estudiant i 41 estaven classificades com a «altres inactius».

### Ingressos
El 2009 a La Meauffe hi havia 440 unitats fiscals que integraven 1.098 persones, la mediana anual d'ingressos fiscals per persona era de 17.919 €.

### Activitats econòmiques
Dels 25 establiments que hi havia el 2007, 1 era d'una empresa alimentària, 1 d'una empresa de fabricació d'altres productes industrials, 5 d'empreses de construcció, 4 d'empreses de comerç i reparació d'automòbils, 3 d'empreses de transport, 1 d'una empresa d'hostatgeria i restauració, 3 d'empreses financeres, 1 d'una empresa immobiliària, 2 d'empreses de serveis, 2 d'entitats de l'administració pública i 2 d'empreses classificades com a «altres activitats de serveis».
Dels 8 establiments de servei als particulars que hi havia el 2009, 1 era una funerària, 1 taller de reparació d'automòbils i de material agrícola, 1 paleta, 1 fusteria, 2 lampisteries, 1 restaurant i 1 tintoreria.
L'únic establiment comercial que hi havia el 2009 era una fleca.
L'any 2000 a La Meauffe hi havia 23 explotacions agrícoles que ocupaven un total de 603 hectàrees.

## Equipaments sanitaris i escolars
El 2009 hi havia una escola elemental.

## Poblacions més properes
El següent diagrama mostra les poblacions més properes.